# 鼠妇草
鼠妇草（学名：Eragrostis atrovirens）是禾本科画眉草属的植物。分布于非洲热带、洲亚热带、热带地区、洲热带以及中国大陆的贵州、四川、广东、云南、广西等地，生长于海拔790米至2,500米的地区，多生长于路边以及溪旁，目前尚未由人工引种栽培。

## 别名
卡氏画眉草

## 异名
- Eragrostis chariis auct. non (Sch.) Hirchc.